# Sea Otter Classic

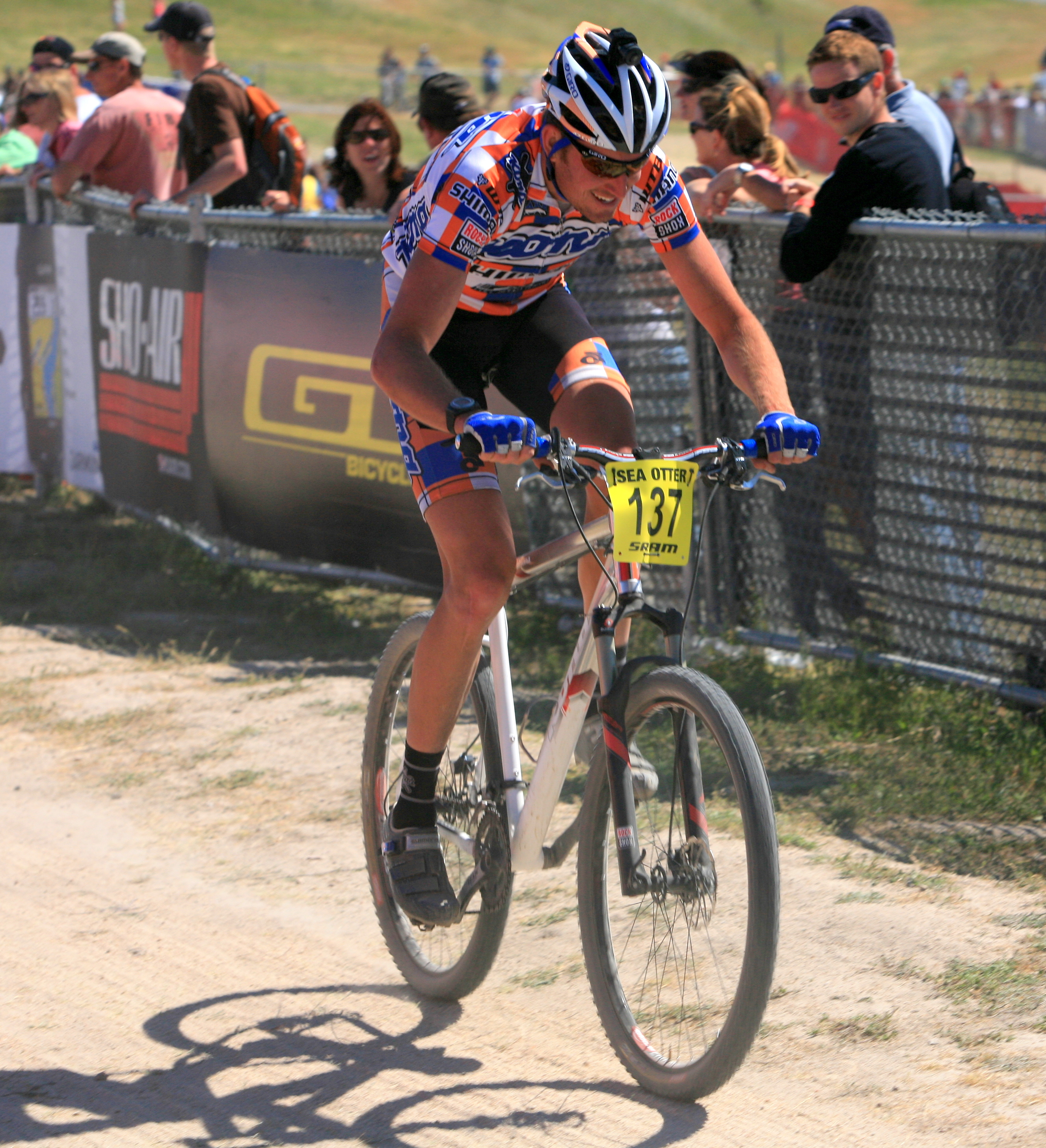
Райан Требон в 2009 году на Sea Otter Classic

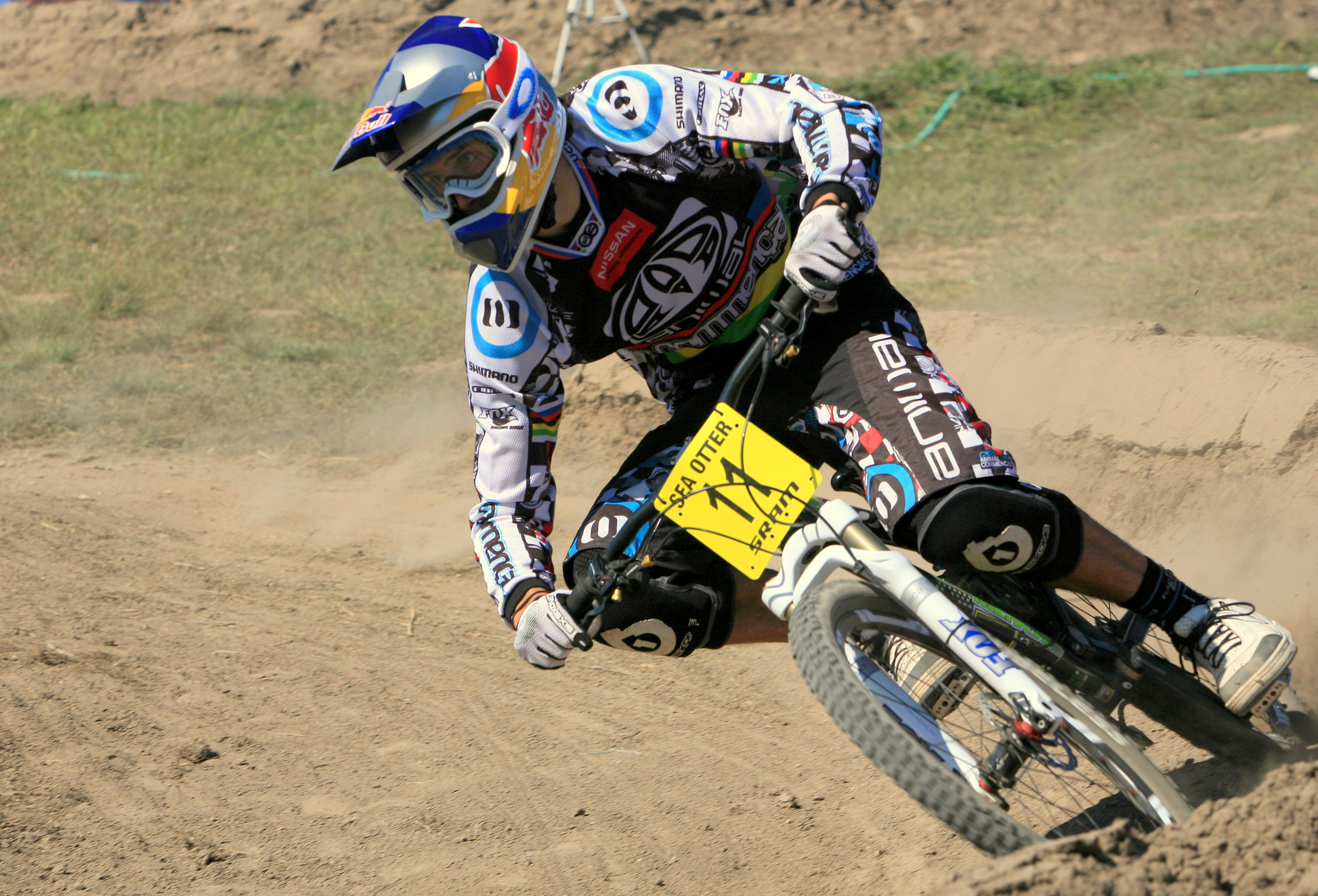
Джи Атертон в 2009 году на Sea Otter Classic

Sea Otter Classic — ежегодный велосипедный фестиваль проводимый каждую весну начиная с апреля 1991 года на автодроме Лагуна Сека в Монтерее. Четырёхдневное событие состоит из самого большого в мире велосипедного фестиваля собирающего около 10 000 профессионалов и 70000 любителей велосипедного спорта. Фестиваль был назван в честь южной морской выдры, коренного млекопитающего, которое обитает вдоль Тихоокеанского побережья.
Мероприятие, из небольшого количества велосипедных гонок проводимых на выходные дни, превратилось в большой фестиваль с обширным спектром деятельности, начиная с шоссейных и горных велосипедных гонок и заканчивая развлекательными вело пробегами, карнавалом для детей и специальными просветительскими мероприятиями. Sea Otter Classic является самой большой вело выставкой в Северной Америке. Более 450 производителей представляют около 800 новых моделей и отдельных образцов, заключая при этом выгодные сделки, что в совокупности считается неофициальным открытием велосипедного сезона в Северной Америке.
Велосипедные гонки и по сей день являются самым главным событием на данном мероприятии. Тысячи любителей лёгкой атлетики ежегодно приезжают туда чтобы участвовать в соревнованиях в различных дисциплинах: горного и шоссейного велоспорта. Сотни профессиональных велосипедистов, включая Чемпионов мира и Олимпийцев, приезжают на фестиваль чтобы встретиться с болельщиками, раздать автографы и поделиться опытом и навыками с фанатами.
Sea Otter Classic был основан Франком Йоханнаном (Frank Yohannan) и Луи Рудольфом (Lou Rudolph). Первый фестиваль был проведён 6–7 апреля 1991 года. Первые два фестиваля носили название Laguna Seca Challenge, а начиная с 1993 года фестиваль получил своё нынешнее имя Sea Otter Classic.